# Jean Zinn-Justin
Jean Zinn-Justin (* 10. Juli 1943 in Berlin) ist ein französischer theoretischer Physiker.
Zinn-Justin arbeitete seit 1965 als theoretischer Physiker in Saclay, dem Kernforschungszentrum des Commissariat à l'énergie atomique (CEA). 1993 bis 1998 war er Leiter der theoretischen Physik am CEA. Er war Gastprofessor am Massachusetts Institute of Technology (MIT), an der Princeton University, an der State University of New York at Stony Brook (1972) und an der Harvard University und außerdem Gastwissenschaftler am CERN. 1987 bis 1995 war er Direktor der Sommerschulen für theoretische Physik von Les Houches. 2003 wurde er Leiter des DAPNIA (Department of Astrophysics, Particle Physics, Nuclear Physics and Associated Instrumentation) am französischen Kernforschungszentrum Saclay.
Er beschäftigte sich vor allem mit Quantenfeldtheorie in der Teilchenphysik (insbesondere mit der Renormierungsgruppe) und mit dem Zusammenhang zur statistischen Mechanik von Phasenübergängen, worüber er ein umfangreiches Buch veröffentlichte.
1977 wurde Jean Zinn-Justin mit dem Paul-Langevin-Preis ausgezeichnet, 1981 mit dem Prix Ampère.
1996 erhielt er den Gentner-Kastler-Preis und 2003 den Gay-Lussac-Humboldt-Preis.

## Schriften
- Quantum Field Theory and Critical Phenomena, Clarendon Press, Oxford, 1989, 1993, 1996, 2002, 5. Auflage 2021
- Path Integrals in Quantum Mechanics, Oxford University Press 2005
- Phase Transitions and Renormalization Group, Oxford University Press 2007
- Quantum field theory, renormalization and the renormalization group, Physikalische Blätter 1996 (Rede anlässlich der Verleihung des Gentner-Kastler-Preises)